# Nuria Bages
Nuria Bages (Monterrey, Új-León, Mexikó, 1955. július 17. –) mexikói színésznő.

## Élete és pályafutása
1955. július 17-én született. 
1985-ben a Vivir un poco című telenovellában Alfonsina szerepét játszotta. 1998-ban a Paula és Paulina című sorozatban kapott szerepet.

## Filmográfia

### Telenovellák
- Tiéd az életem (Te doy la vida) (2020) Ester Salazar (Magyar hang: Kovács Nóra)
- El corazón nunca se equivoca (2019) Nora Ortega
- Szerelmem, Ramón (Enamorándome de Ramón) (2017) Hortensia (Magyar hang: Frajt Edit)
- Ana három arca (Tres veces Ana) (2016) Leonor (Magyar hang: Nyírő Eszter)
- La Vecina (2015) Dolores
- A szenvedély száz színe (El color de la pasión) (2014) Aida Lugo
- Mentir para vivir (2013)  Fidelia Bretón
- Amit a szív diktál (Porque el amor manda) (2012)  Teresa 'Teté' Corcuera
- Por ella soy Eva (2012) Eugenia barátnője
- A végzet hatalma (La fuerza del destino) (2011)
- Kedves ellenség (Querida enemiga) (2008)  Madre Asunción (Magyar hang: Grúber Zita)
- Alma de hierro (2008)  Rita
- Heridas de amor (2006)  Fernanda de Aragón
- Lety, a csúnya lány (La fea más bella) (2006) Önmaga
- Pablo y Andrea (2005) Gertrudis
- Corazones al límite (2004)  Dra. Gertrudis
- Amar otra vez (2003)  Esperanza Suárez
- A szerelem ösvényei (Las vías del amor) (2002)  Olga Vázquez de Gutiérrez (Magyar hang: Molnár Zsuzsa)
- Az ősforrás (El Manantial) (2001)  Eloísa Castañeda / Marta (Magyar hang: Csampisz Ildikó)
- A betolakodó (La intrusa) (2001)  Sofía Brito de Junquera (Magyar hang: néma szerep)
- Cuento de navidad (1999)  Carmelita de López
- Amor gitano (1999)  Constanza de Astolfi
- Titkok és szerelmek (El privilegio de amar) (1998) Miriam (Magyar hang: Farkasinszky Edit)
- Paula és Paulina (La usurpadora) (1998)  Paula Martínez (Magyar hang: Illyés Mari)
- Canción de amor (1996)  Nora
- Mi querida Isabel (1996)  Sagrario
- Bajo un mismo rostro (1995)  Laura
- Los parientes pobres (1993)  María Inés de Santos
- El pecado de Oyuki (1988)  Reneé
- Cómo duele callar (1987)  Eugenia
- Seducción (1986)
- Vivir un poco (1985)  Alfonsina Dávalos de Larrea
- Los años felices (1984)  Daniela
- Bianca Vidal (1983)  Adriana
- La fiera (1983)  Elena
- Amalia Batista (1983)  Margarita de Covarrubias
- Vanessa (1982)  Jane
- Soledad (1980)  Cynthia